# Laura Vílchez Sánchez
Laura Vílchez Sánchez (Sabadell, 1979) és una política catalana, diputada al Parlament de Catalunya en la XI i XII Legislatures.

## Biografia
És diplomada en Ciències Empresarials i Marketing per l'EAE Business School. Ha treballat als departaments d'administració d'empreses del sector privat.
El 2010 es va afiliar a Ciutadans - Partit de la Ciutadania i fou candidata a l'ajuntament de Sabadell a les eleccions municipals espanyoles de 2015. Fou escollida diputada a les eleccions al Parlament de Catalunya de 2015 i a les de 2017.